# Reato a sfondo sessuale
Nel diritto penale italiano, il reato a sfondo sessuale è una figura giuridica in cui rientrano lo stupro, la pedofilia, la pedopornografia e lo sfruttamento della prostituzione minorile.
Per la legge italiana si configura il reato di atti sessuali con minorenni, anche con il consenso del minore, quando si hanno rapporti sessuali:
- con minori di 13 anni, in qualsiasi caso, anche tra partner entrambi minorenni;
- con minori di 14 anni, quando il fatto è compiuto da persona maggiorenne (ovvero, che ha compiuto gli anni 18);
- con minori di 16 anni, quando il fatto è compiuto da persona maggiorenne cui il minore è affidato per ragioni di cura, istruzione, educazione, vigilanza o custodia o che abbia con esso una relazione di convivenza;
- con minori di 18 anni, quando il fatto è compiuto dal genitore (sia biologico che adottivo), dall'ascendente o dal tutore del minore, o da altra persona che convive con una delle precedenti figure.

Oltretutto è previsto un inasprimento della pena quando i rapporti sessuali sono consumati con minori degli anni 10.
Inoltre è considerato reato di prostituzione minorile l'indurre alla prostituzione una persona minore degli anni 18, o compiere con essa atti sessuali in cambio di denaro o altre utilità economiche, mentre si configura il reato di pornografia minorile quando si realizzano riprese pornografiche ritraenti minori degli anni 18, o anche solo quando si entra in possesso di tale materiale visivo.
Infine, costringere una persona ad avere rapporti sessuali costituisce sempre reato di violenza sessuale, a qualsiasi età.
Alcuni giuristi propongono la figura dei reati contro l'infanzia per rafforzare le pene nei confronti di chi commette reati con minori di 16 anni.